# NGC 7539
NGC 7539 је лентикуларна галаксија у сазвежђу Пегаз која се налази на NGC листи објеката дубоког неба.
Деклинација објекта је + 23° 41' 5" а ректасцензија 23h 14m 29,4s. Привидна величина (магнитуда) објекта NGC 7539 износи 12,6 а фотографска магнитуда 13,6. NGC 7539 је још познат и под ознакама UGC 12443, MCG 4-54-35, CGCG 475-48, PGC 70783.